# Kottenheimita
La kottenheimita és un mineral de la classe dels sulfats, que pertany al grup de l'ettringita. Rep el nom de la comunitat Kottenheim, situada a prop de Mayen i el volcà Bellerberg, on es troba la seva localitat tipus.

## Característiques
La kottenheimita és un sulfat de fórmula química Ca₃Si(SO₄)₂(OH)₆(H₂O)₁₂. Va ser aprovada com a espècie vàlida per l'Associació Mineralògica Internacional l'any 2011. Cristal·litza en el sistema hexagonal. És un mineral estretament relacionat amb la hielscherita.

## Formació i jaciments
Va ser descoberta a la pedrera Caspar, que es troba al volcà Bellerberg, a la localitat d'Ettringen (Renània-Palatinat, Alemanya). També ha estat descrita a Lapanouse-de-Sévérac, a Avairon (Occitània, França) i a la pedrera Montenero del volcà Làtera, situada a la localitat d'Onano (Laci, Itàlia). Aquests tres indrets són els únics de tot el planeta on ha estat descrita aquesta espècie mineral.